# Fritz Strandberg
Nils Fredrik Strandberg, känd som Fritz Strandberg, född 27 april 1855 i Lärbro, Gotlands län, död 13 oktober 1942 i Täby församling i Stockholms län, var en svensk skådespelare.

## Biografi
Strandberg studerade vid Kungliga teatern 1874–1877 och var därefter engagerad vid Folkteatern i Stockholm. Där medverkade han bland annat i pjäsen 33.333 (1911) som kom att filmas 1924 med Strandberg i huvudrollen som skomakare Ferm. Han gjorde sammanlagt fyra filmroller.
Fritz Strandberg var från 1883 gift med skådespelaren Virginie Wilhelmina Strandberg (1850–1912) och hade barnen Hans (1885–1886) och Greta (1886–1965), gift med typografen Edvin Vitalis Lindgren.
Han är begravd på Norra begravningsplatsen i Stockholm tillsammans med hustru och son.

## Filmografi
- 1912 – Två bröder
- 1923 – Hemslavinnor
- 1923 – Andersson, Pettersson och Lundström
- 1924 – 33.333

## Teater

### Roller (ej komplett)
| År   | Roll                                   | Produktion                                                               | Regi               | Teater                      |
| ---- | -------------------------------------- | ------------------------------------------------------------------------ | ------------------ | --------------------------- |
| 1876 | En betjänt                             | Gräshoppan hos myrorna Ernest Legouvé och Eugène Labiche                 |                    | Kungliga Dramatiska Teatern |
| 1882 | Didier Barbeaud                        | Syrsan Charlotte Birch-Pfeiffer                                          |                    | Södra Teatern               |
| 1889 |                                        | Mjölksurran Wilhelm Mannstaedt                                           |                    | Folkteatern                 |
| 1893 | Andra biträdet                         | Dockféen Josef Bayer                                                     |                    | Vasateatern                 |
| 1894 | En påtänkt                             | På Helgeandsholmen, revy Eric Sandberg                                   |                    | Djurgårdsteatern            |
| 1902 | Pantlånaren                            | Pariserpojken Jean-François Bayard och Émile Vanderbruch                 |                    | Olympiateatern              |
| 1903 | Andersson, droskkusk                   | Droskkuskens dotter                                                      |                    | Olympiateatern              |
| 1903 |                                        | Hattmakarens bal Selfrid Kinmanson                                       |                    | Olympiateatern              |
| 1903 | Sockerbagare Blomvall                  | Stabstrumpetaren Frans Hedberg                                           |                    | Olympiateatern              |
| 1905 | Medverkande                            | Bluff, revy Emil Norlander                                               | John Liander       | Kristallsalongen            |
| 1909 | Polisministern                         | H.K.H. Léon Xanrof, Ivan Caryll och Jules Chancel                        |                    | Operett-teatern             |
| 1910 | Kolportör Jönson                       | Småstadsfolk Algot Sandberg                                              |                    | Folkteatern                 |
| 1910 | Lidingökungen                          | Lidingökungen Harald Leipziger                                           |                    | Folkteatern                 |
| 1910 |                                        | Himlen på jorden Julius Horst                                            |                    | Folkteatern                 |
| 1910 |                                        | Hemgiftsjägare Alexander Engel och Julius Horst                          |                    | Folkteatern                 |
| 1911 |                                        | Papageno Rudolf Kneissl                                                  |                    | Folkteatern                 |
| 1911 |                                        | 33.333 Algot Sandberg                                                    |                    | Folkteatern                 |
| 1911 |                                        | Julklappen (En julegave) Walter Christmas                                |                    | Folkteatern                 |
| 1914 |                                        | Herr Dardanell och hans upptåg på landet August Blanche                  |                    | Folkteatern                 |
| 1914 | Skomakaren                             | Dagen efter Axel Breidahl                                                |                    | Folkteatern                 |
| 1914 |                                        | Diamantstölden Otto Witt                                                 |                    | Folkteatern                 |
| 1914 |                                        | En kaféflicka Björn Hodell                                               |                    | Folkteatern                 |
| 1915 | Domaren                                | Silverasken John Galsworthy                                              |                    | Folkteatern                 |
| 1915 |                                        | Kring kvinnan                                                            |                    | Folkteatern                 |
| 1915 |                                        | Lika barn leka bäst Sigurd Wallén                                        |                    | Folkteatern                 |
| 1915 |                                        | Hattmakarens bal Selfrid Kinmanson                                       |                    | Folkteatern                 |
| 1915 | Magistern                              | Skyldig eller oskyldig Julius Magnussen                                  |                    | Folkteatern                 |
| 1916 |                                        | Frun av stånd och frun i ståndet Frans Hedberg                           |                    | Folkteatern                 |
| 1920 | Carmelius                              | I bohuslänska skärgården, eller Store Per och Lille Per Oscar Wennersten | Pierre Fredriksson | Söders friluftsteater       |
| 1920 |                                        | Hennes lilla majestät Paul Lanzinger                                     |                    | Folkteatern                 |
| 1920 |                                        | Barken Margareta Christian Bogø och J. Ravn-Jensen                       |                    | Folkteatern                 |
| 1921 |                                        | Hemslavinnor Christian Bogø och Axel Frische                             | Hjalmar Peters     | Folkteatern                 |
| 1922 | Medverkande                            | Med Folkan för fosterlandet, revy Karl-Ewert och G.V. Nordensvan         | Hjalmar Peters     | Folkteatern                 |
| 1922 |                                        | Hemslavinnor Christian Bogø och Axel Frische                             | Hjalmar Peters     | Folkteatern                 |
| 1923 |                                        | Hemslavinnor Christian Bogø och Axel Frische                             | Hjalmar Peters     | Folkteatern                 |
| 1923 | Tullvaktmästare Andersson              | Frun av stånd och frun i ståndet Frans Hedberg                           |                    | Folkteatern                 |
| 1923 | Folmer Bruhn, direktör för ett barnhem | Svärmor i klämma Alfred Aatoft                                           | Hjalmar Peters     | Folkteatern                 |
| 1923 | Löfqvist, hemmansägare                 | Jazzflugan Sven Rune                                                     | Hjalmar Peters     | Folkteatern                 |
| 1924 | Trumpetenskjold, arkivarie             | Högsta vinsten Hjalmar Peters                                            | Hjalmar Peters     | Folkteatern                 |
| 1927 | Knipperling, krogvärd                  | Skräddar Wibbel Hans Müller-Schlösser                                    | Sigurd Wallén      | Folkteatern                 |

### Fotnoter
1. ↑   Sveriges dödbok 1901–2013 Swedish death index 1901-2013 (Version 6.0). Solna: Sveriges släktforskarförbund. 2014. Libris 17007456. ISBN 9789187676642
2. 1 2  ”Fritz Strandberg”. Svensk Filmdatabas. http://sfi.se/sv/svensk-filmdatabas/Item/?type=PERSON&itemid=57515&iv=OVERVIEW. Läst 18 februari 2013.
3. ↑  ”33.333”. Svensk Filmdatabas. http://sfi.se/sv/svensk-filmdatabas/Item/?itemid=3565&type=MOVIE&iv=Basic. Läst 18 februari 2013.
4. ↑   Rotemannen. Stockholm: Stadsarkivet. 2012. Libris 12566308
5. ↑  Norra begravningsplatsen, kvarter 16A3, gravnummer 991 på Hittagraven.se. Åtkomst 3 oktober 2016.
6. ↑  ”Teaterannons”. Dagens Nyheter:  s. 3. 6 oktober 1876. http://arkivet.dn.se/arkivet/tidning/1876-10-06/3584/3. Läst 16 augusti 2015.
7. ↑  ”Teaterannons”. Dagens Nyheter:  s. 3. 30 november 1882. https://arkivet.dn.se/sok/?searchTerm=&fromPublicationDate=1882-11-30&toPublicationDate=1882-11-30. Läst 8 augusti 2015.
8. ↑  ”Teater och Musik”. Dagens Nyheter:  s. 3. 18 november 1889. http://arkivet.dn.se/arkivet/tidning/1889-11-18/7572a/3. Läst 29 juli 2015.
9. ↑  ”Teaterannons”. Dagens Nyheter:  s. 3. 15 februari 1893. http://arkivet.dn.se/arkivet/tidning/1893-02-15/8556a/3. Läst 5 mars 2016.
10. ↑  ”Teaterannons”. Dagens Nyheter:  s. 3. 9 juni 1894. http://arkivet.dn.se/arkivet/tidning/1894-06-09/8952a/3. Läst 23 augusti 2015.
11. ↑  ”Teater, konst, litteratur”. Dagens Nyheter:  s. 3. 27 oktober 1902 ]. https://arkivet.dn.se/tidning/1902-10-27/11696A/3. Läst 4 augusti 2019.
12. ↑  ”Teaterannons”. Dagens Nyheter:  s. 4. 14 januari 1903. https://arkivet.dn.se/tidning/1903-01-14/11771A/4. Läst 4 augusti 2019.
13. ↑  ”Teater, konst, litteratur”. Dagens Nyheter:  s. 3. 8 februari 1903. https://arkivet.dn.se/tidning/1903-02-08/11796/3. Läst 4 augusti 2019.
14. ↑  ”Teater, konst, litteratur”. Dagens Nyheter:  s. 3. 23 februari 1903. https://arkivet.dn.se/tidning/1903-02-23/11811A/3. Läst 4 augusti 2019.
15. ↑  ”Teater, konst, litteratur”. Dagens Nyheter:  s. 3. 18 maj 1905. http://arkivet.dn.se/arkivet/tidning/1905-05-18/12603A/3. Läst 28 december 2015.
16. ↑  ”Operett-teaterns premiär af 'H.K.H.'”. Dagens Nyheter:  s. 5. 27 december 1909. http://arkivet.dn.se/arkivet/tidning/1909-12-27/14243/5. Läst 14 mars 2016.
17. ↑  ”Teater, konst, litteratur”. Dagens Nyheter:  s. 7. 24 september 1910. https://arkivet.dn.se/sok/?searchTerm=&fromPublicationDate=1910-09-24&toPublicationDate=1910-09-24. Läst 8 augusti 2015.
18. ↑  ”Teater, konst, litteratur”. Dagens Nyheter:  s. 5. 20 oktober 1910. http://arkivet.dn.se/arkivet/tidning/1910-10-20/14532/5. Läst 19 juli 2015.
19. ↑  Mr (6 november 1910). ”'Himlen på jorden' på Folkteatern”. Dagens Nyheter:  s. 10. http://arkivet.dn.se/arkivet/tidning/1910-11-06/14549/10. Läst 19 juli 2015.
20. ↑  ”Teater, konst, litteratur”. Dagens Nyheter:  s. 6. 20 november 1910. http://arkivet.dn.se/arkivet/tidning/1910-11-20/14563/6. Läst 19 juli 2015.
21. ↑  ”Teater, konst, litteratur”. Dagens Nyheter:  s. 8. 5 november 1911. http://arkivet.dn.se/arkivet/tidning/1911-11-05/14903/8. Läst 19 juli 2015.
22. ↑  ”Teater, konst, litteratur”. Dagens Nyheter:  s. 6. 17 november 1911. http://arkivet.dn.se/arkivet/tidning/1911-11-17/14915/6. Läst 19 juli 2015.
23. ↑  O.H. (15 oktober 1911). ”Teater och musik: Folkteatern”. Aftonbladet:  s. 4. https://tidningar.kb.se/p714t9c11f59f8k/part/1/page/4. Läst 21 april 2024.
24. ↑  ”Teater, konst, litteratur”. Dagens Nyheter:  s. 4. 28 augusti 1914. http://arkivet.dn.se/arkivet/tidning/1914-08-28/15900/4. Läst 15 juli 2015.
25. ↑  Bo Bergman (25 oktober 1914). ”Teater, konst, litteratur”. Dagens Nyheter:  s. 11. https://arkivet.dn.se/tidning/1914-10-25/15958/11. Läst 25 december 2020.
26. ↑  ”Teater, konst, litteratur”. Dagens Nyheter:  s. 8. 6 november 1914. https://arkivet.dn.se/tidning/1914-11-06/15970/8. Läst 25 december 2020.
27. ↑  Mae (19 november 1914). ”Teater, konst, litteratur”. Dagens Nyheter:  s. 7. https://arkivet.dn.se/tidning/1914-11-19/15983/7. Läst 25 december 2020.
28. ↑  ”Teater, konst, litteratur”. Dagens Nyheter:  s. 6. 14 april 1915. http://arkivet.dn.se/arkivet/tidning/1915-04-14/99a/6. Läst 15 juli 2015.
29. ↑  ”Folkteatern”. Dagens Nyheter:  s. 6. 6 maj 1915. https://arkivet.dn.se/sok/?searchTerm=&fromPublicationDate=1915-05-06&toPublicationDate=1915-05-06. Läst 15 juli 2015.
30. ↑  ”Teater, konst, litteratur”. Dagens Nyheter:  s. 3. 13 september 1915. http://arkivet.dn.se/arkivet/tidning/1915-09-13/248A/3. Läst 15 juli 2015.
31. ↑  ”Teater, konst, litteratur”. Dagens Nyheter:  s. 8. 4 november 1915. https://arkivet.dn.se/tidning/1915-11-04/300A/8. Läst 25 december 2020.
32. ↑  ”Teater, konst, litteratur”. Dagens Nyheter:  s. 5. 10 december 1915. http://arkivet.dn.se/arkivet/tidning/1915-12-10/336A/5. Läst 15 juli 2015.
33. ↑  Bo Bergman (8 april 1916). ”Teater, konst, litteratur”. Dagens Nyheter:  s. 7. https://arkivet.dn.se/tidning/1916-04-08/96/7. Läst 25 december 2020.
34. ↑  ”Teaterannons”. Dagens Nyheter:  s. 11. 8 juni 1920. https://tidningar.kb.se/fzrwq94r45nhdt8/part/1/page/11. Läst 7 augusti 2025.
35. ↑  ”I marginalen: Söders friluftsteater”. Svenska Dagbladet:  s. 8. 14 juni 1920. https://tidningar.kb.se/wf7b38c72svc0fw/part/1/page/8. Läst 7 augusti 2025.
36. ↑  ”Teater Musik”. Dagens Nyheter:  s. 6. 3 september 1920. http://arkivet.dn.se/arkivet/tidning/1920-09-03/237/6. Läst 16 mars 2016.
37. ↑  ”Folkteatern: 'Barken Margareta'”. Dagens Nyheter:  s. 1. 31 oktober 1920. http://arkivet.dn.se/arkivet/tidning/1920-10-31/295/1. Läst 16 mars 2016.
38. ↑  ”Teater Musik: Folkteatern”. Dagens Nyheter:  s. 9. 21 september 1921. http://arkivet.dn.se/arkivet/tidning/1921-09-21/254/9. Läst 18 mars 2016.
39. ↑  ”Folkteaterns nyårsrevy”. Dagens Nyheter:  s. 10. 12 januari 1922. http://arkivet.dn.se/arkivet/tidning/1922-01-12/10/10. Läst 18 mars 2016.
40. ↑  ”Teater och Musik”. Dagens Nyheter:  s. 12. 1 november 1923. http://arkivet.dn.se/arkivet/tidning/1923-11-01/297/12. Läst 18 mars 2016.
41. ↑  ”Teater och Musik: Folkteatern”. Dagens Nyheter:  s. 9. 14 november 1923. http://arkivet.dn.se/arkivet/tidning/1923-11-14/310/9. Läst 18 mars 2016.
42. ↑  ”Teater och Musik: Folkteatern”. Dagens Nyheter:  s. 10. 28 november 1923. http://arkivet.dn.se/arkivet/tidning/1923-11-28/324/10. Läst 18 mars 2016.
43. ↑  ”Teater och Musik”. Dagens Nyheter:  s. 7. 22 februari 1924. http://arkivet.dn.se/arkivet/tidning/1924-02-22/52/7. Läst 29 augusti 2015.
44. ↑  ”Teater och Musik”. Dagens Nyheter:  s. 8. 5 februari 1927. http://arkivet.dn.se/arkivet/tidning/1927-02-05/34/8. Läst 5 januari 2016.
45. ↑  ”'Skräddar Wibbel' på Folkteatern”. Dagens Nyheter:  s. 6. 6 februari 1927. http://arkivet.dn.se/arkivet/tidning/1927-02-06/35/6. Läst 31 december 2015.